# Diecezja chełmińska

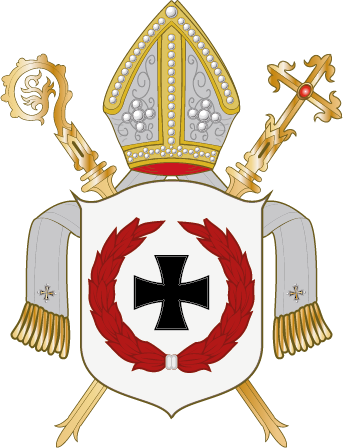
Herb diecezji chełmińskiej

Chorągiew biskupa chełmińskiego spod Grunwaldu

Diecezja chełmińska – utworzona 28 lipca 1243 roku decyzją legata papieskiego Wilhelma z Modeny, a bullą papieża Jana Pawła II z 25 marca 1992 roku przekształcona w dwie (w głównej mierze) mniejsze diecezje: pelplińską z siedzibą w Pelplinie i toruńską z siedzibą w Toruniu. Tereny dotychczasowej diecezji weszły również częściowo w skład diecezji: gdańskiej i gnieźnieńskiej.
Siedzibą diecezji do 1824 roku była Chełmża z katedrą Świętej Trójcy, a następnie Pelplin z katedrą Wniebowzięcia NMP. Biskupi chełmińscy początkowo rezydowali w Chełmży, a w latach 1257-1773 ich siedzibą był zamek w Lubawie. Nazwa diecezji pochodzi od ziemi chełmińskiej, a ta z kolei od jej stolicy, Chełmna.

## Historia
Aktualnie dominuje pogląd, że początki diecezji sięgają 1216 roku, kiedy papież Innocenty III mianował biskupa misyjnego Chrystiana, którego później nazwano biskupem Prus. Miał on w oparciu o kasztelanię chełmińską należącą do księstwa mazowieckiego i podlegającego diecezji płockiej prowadzić misję wśród Prusów. W 1222 roku Konrad I mazowiecki – książę mazowiecki podarował mu ziemię chełmińską, a biskup płocki Gedko – nadał prawa biskupie. Jednak aż do 1243 roku trwał spór pomiędzy Stolicą Apostolską a Chrystianem o podział diecezji w Prusach, zakończony ostatecznym wytyczeniem granic i utworzeniem diecezji chełmińskiej.
Pierwszym biskupem chełmińskim został dominikanin Heidenryk (Henryk) pochodzący z Górnej Saksonii. Diecezja wchodziła w skład metropolii ryskiej, co przez 300 lat było kolejnym powodem do zatargów.
W VIII punkcie II pokoju toruńskim stwierdzono: Również, aby można było rozwiać zupełnie poszczególne chmurki nienawiści i uraz przez zjednoczenie niniejszego pokoju i przymierza, doszliśmy dla dobra pokoju i zgodziliśmy się między sobą ze wspomnianym najjaśniejszym panem Kazimierzem królem i Królestwem jego Polskim, że biskupstwo chełmińskie wróci do kościoła gnieźnieńskiego, a odtąd i nadal będzie wspomnianemu kościołowi polskiemu i gnieźnieńskiemu jako prymasowskiemu we wszystkim posłuszne i poddane, a z zakonnego na świeckie z łaski i władzą papieża ma być przemienione, na co zarówno my Ludwik mistrz, (jak) i komturowie nasi wyraźną daliśmy i dajemy zgodę: (Biskupstwo to), ze swoją diecezją i wszystkimi grodami, miastami, miasteczkami i twierdzami, mianowicie Chełmżą, Lubawą, Kurzętnikiem, Wąbrzeźnem i wszystkimi okręgami, szlachtą, wasalami, wsiami i przynależnościami wszystkimi, pozostanie pod władzą, opieką i obroną wspomnianego pana Kazimierza króla, i Królestwa jego Polskiego. Nie zostało to jednak zrealizowane.
Także po II pokoju toruńskim w 1466 roku część diecezji pomezańskiej znalazła się w granicach Prus Królewskich. Tereny te zostały już w XV w. powierzone w administrację biskupom chełmińskim. Po 1525 roku, w wyniku przejścia na luteranizm biskupów pomezańskich, okolice Nowego Miasta i Łasina zostały całkowicie wcielone do obszaru diecezji chełmińskiej. Pozostałe tereny diecezji pomezańskiej, leżące w granicach Rzeczypospolitej, a należące do województwa malborskiego, zostały oddane w jurysdykcję biskupów chełmińskich, choć zachowały tradycyjną nazwę diecezji pomezańskiej. Zostało to oficjalnie potwierdzone przez kurię rzymską w 1550 i 1601 roku.
W 1505 roku król Aleksander Jagiellończyk proponował wcielenie diecezji do projektowanej archidiecezji warmińskiej. W 1566 roku nastąpiła sekularyzacja Rygi i odtąd biskup chełmiński dobrowolnie brał udział w synodach metropolii gnieźnieńskiej. Odtąd do 1763 roku biskupi chełmińscy używali także tytułu biskupów pomezańskich (podobnie jak warmińscy używali tytułu biskupów sambijskich).
Ostateczne przyłączenie do Gniezna nastąpiło dopiero w 1821 roku, kiedy papież Pius VII bullą De salute animarum z 16 lipca wytyczył nowe granice diecezji w państwie pruskim. Diecezja chełmińska została wtedy znacznie powiększona o archidiakonat pomorski, Krajnę oraz okolice Górzna i Działdowa. Stolica biskupstwa została w 1824 roku przeniesiona do Pelplina.
W diecezji chełmińskiej już przed pierwszą wojną światową działały różne katolickie organizacje młodzieżowe. Jednak dopiero od 1921 roku zaczęła tworzyć się jednolita struktura, obejmująca siecią organizacyjną całą diecezję. Ideologia Stowarzyszenia Młodzieży Polskiej uzupełniała, rozwijała i utrwalała te wartości, które zaszczepił w młodych ludziach Kościół. Od początku istnienia Stowarzyszenie wyznaczyło sobie za cel wychowanie młodzieży w duchu katolickim i narodowym, pomijając w swej działalności wszelkie sprawy polityczne i wpływy partyjne.
Wybuch II wojny światowej otworzył najbardziej tragiczny rozdział w historii diecezji chełmińskiej. Okupanci niemieccy zamordowali 356 kapłanów diecezjalnych, w tym niemal wszystkich kanoników pelplińskich oraz profesorów tamtejszego Wyższego Seminarium Duchownego i słynnego Collegium Marianum. Katedrę w Pelplinie obrabowano i zbezczeszczono, urządzając w niej szkołę policyjną. Archiwum diecezjalne wywieziono. Również wiele innych kościołów pozamykano, przeznaczając budynki na inne cele (garaże, kina, magazyny), dokonywano aktów profanacji i złośliwych zniszczeń (między innymi obiektów sakralnych Kalwarii Wejherowskiej). Używanie języka polskiego podczas mszy, a nawet spowiedzi, było surowo karane. W dniu 29 listopada 1939 roku Stolica Apostolska mianowała niemieckiego biskupa Gdańska Karola Marię Spletta administratorem diecezji chełmińskiej (pod nieobecność biskupa Wojciecha Okoniewskiego, który po wybuchu wojny zbiegł za granicę), co stało się bez konsultacji z polskim rządem, a zatem z pogwałceniem zapisów obowiązującego konkordatu.
Konsekwencją było rozwiązanie konkordatu 22 września 1945 roku między Polską a Stolicą Apostolską.  
W 1992 roku, papież Jan Paweł II bullą Totus tuus Poloniae populus z 25 marca 1992 roku zreorganizował administrację Kościoła w Polsce. Utworzona została m.in. metropolia gdańska z podległymi diecezjami toruńską i pelplińską, będącą kontynuatorką diecezji chełmińskiej. Katedra w Pelplinie pozostała kościołem katedralnym diecezji pelplińskiej, a historyczna katedra chełmżyńska ustanowiona została kościołem konkatedralnym diecezji toruńskiej.

## Dekanaty diecezji chełmińskiej w 1928 roku
- dekanat bytowski
- dekanat brodnicki
- dekanat chełmiński
- dekanat chełmżyński
- dekanat chojnicki
- dekanat czerski
- dekanat fordoński
- dekanat gniewski
- dekanat golubski
- dekanat grudziądzki
- dekanat kamieński
- dekanat kartuski
- dekanat kościerski
- dekanat lidzbarski i pomezański
- dekanat lubawski
- dekanat nowski
- dekanat nowomiejski
- dekanat pucki
- dekanat radzyński
- dekanat starogardzki
- dekanat świecki
- dekanat tczewski
- dekanat toruński
- dekanat tucholski
- dekanat wąbrzeski
- dekanat wejherowski
- dekanat żukowski

Bierzgłowo, Działdowo, Lembarg, Łasin, Nowe Miasto Lubawskie.

## Kapituła
Chełmińska kapituła katedralna powstała w 1251 roku. Kolegiata została powołana w 1519 roku przy kościele Wniebowzięcia NMP w Chełmnie, ale decyzja nie została zrealizowana. Od około 1821 roku do 1832 roku istniała kolegiata w Kamieniu Krajeńskim przy kościele NMP i św. Apostołów Piotra i Pawła. Ponownie została erygowana w 1964 roku.
Druga kolegiata istniała od 1960 roku w Chełmży w dawnej katedrze Trójcy Przenajświętszej.